# Lemahduwur (Adiwerna)
Lemahduwur is een bestuurslaag in het regentschap Tegal van de provincie Midden-Java, Indonesië. Lemahduwur telt 3430 inwoners (volkstelling 2010).